# Апама II
Апама II (бл. 292 до н. е. — після 249 до н. е.) — цариця Кирени у 250—249 до н. е.

## Життєпис
Походила з династії Селевкідів. Донька Антіоха I, царя Держави Селевкідів, та Стратоніки. Народилася близько 292 року до н. е., ймовірно в Антіохії. У 275 або 274 році до н. е. вийшла заміж за Магаса, царя Кирени, чим скріпила союзу між двома державами. Підтримувала чоловіка у боротьбі з Єгиптом.
У 250 році до н. е. після смерті чоловіка разом з донькою Беренікою стала царицею Кирени. Втім не мав достатньо авторитету для протистояння зазіханням Єгипту. Тому вона розірвала заручини доньки з Птолемеєм III, видавши її заміж за свого стрийка Деметрія. Останній став зміцнювати царську владу, що викликало невдоволення знаті. Водночас Апама стала коханкою Деметрія, що обурило її доньку Береніку. Тому остання 249 року до н. е. приєдналася до змови, в результаті якої Деметрія було вбито, Апаму II арештовано. Повновладною царицею стала Береніка II, що вийшла заміж за Птолемея III того ж року. Саму Апаму відправлено під охороною до Александрії Єгипетською. Подальша її доля невідома.